# کنتو اونودرا
کنتو اونودرا (انگلیسی: Kento Onodera؛ زادهٔ ۶ ژوئیهٔ ۱۹۹۱) بازیکن فوتبال اهل ژاپن است.